# Edward Wedlake Brayley
Pour les articles homonymes, voir Brayley.
Edward Wedlake Brayley, né en 1773 et mort le 23 septembre 1854 à Londres, est un antiquaire et topographe britannique d'origine anglaise, étroitement associé à John Britton (1771-1857).

## Biographie

### Jeunesse
Brayley naît à Lambeth dans le Surrey. Il fait son apprentissage dans le métier d'émailleur, mais s'intéresse très tôt à la littérature.

### Carrière
Son étroite amitié avec John Britton dure soixante-cinq ans. Ils concluent un partenariat littéraire, et après un succès mineur avec des chansons et des pièces de théâtre, ils deviennent co-éditeurs de The Beauties of England and Wales, écrivant eux-mêmes de nombreux volumes.
Ayant conclu un accord avec un éditeur, en 1800, Britton et Brayley quittent Londres en 1800 pour traverser plusieurs comtés anglais et visiter chaque comté du nord du Pays de Galles à la recherche de matériel pour l'ouvrage. Le premier volume paraît en 1801 et contient des descriptions des comtés de Bedfordshire, du Berkshire et du Buckinghamshire. Les comptes rendus des autres comtés suivent en ordre alphabétique. Les six premiers volumes, se terminant par le Herefordshire, sont exécutés conjointement par Brayley et Britton, la majeure partie du texte étant fournie par Brayley, tandis que Britton s'occupe de la plupart des voyages, de la correspondance, de la collecte de livres et de documents, et traite avec les illustrateurs et les graveurs. Bien qu'à l'origine est annoncé qu'il serait en six volumes environ, et terminé en trois ans, The Beauties of England and Wales est finalement étendu à vingt-cinq grands volumes, publiés sur près de vingt ans. Des désaccords entre les écrivains et les éditeurs entraînent le retrait de Britton et Brayley du projet, et le nom de Brayley n'apparaît dans aucun des volumes publiés après la description de Londres.
Après avoir terminé son apprentissage, Brayley est employé par Henry Bone  (plus tard un académicien royal) pour préparer et cuire des plaques émaillées pour de petits tableaux dans des bagues et des bibelots. Plus tard, alors que Bone travaille sur des émaux exceptionnellement grands, Brayley prépare les plaques pour l'usage de Bone et cuit les tableaux finis, continuant à le faire pendant quelques années après qu'il est devenu un éminent topographe.
En 1823, il est élu membre de la Society of Antiquaries et, en 1825, il est nommé bibliothécaire et secrétaire de l'établissement Russell de la rue Great Coram, poste qu'il occupe jusqu'à sa mort.
Ses autres œuvres incluent Sir Reginalde or the Black Tower (1803); Views in Suffolk, Norfolk and Northamptonshire, illustrative of works of Robt. Bloomfield (1806); Lambeth Palace (1806); The History of the Abbey Church of Westminster (gravures de John Byfield, 2 vol., 1818); Topographical Sketches of Brighthelmston (1825); Historical and Descriptive Accounts of Theatres of London (1826); Londiniana (1829); et une History of Surrey (5 vol., 1841–1848).
Il est le père d'Edward William Brayley, qui est un géographe, bibliothécaire et auteur scientifique.
Edward Wedlake Brayley meurt le 23 septembre 1854 à Londres.